# Juan Uría Ríu
Juan Uría Ríu (7 de octubre de 1891- 1979), historiador español nacido en Oviedo, Asturias. 

## Biografía
Hijo del pintor José Uría y Uría. Estudió Derecho en la Universidad de Oviedo y Filosofía y Letras Madrid, en donde se doctoró obteniendo el premio extraordinario en Historia.
Fue profesor auxiliar interino y auxiliar temporal en la Facultad de Filosofía y Letras de la Universidad de Oviedo, dando la asignatura de Historia de España. En 1940 fue nombrado catedrático de dicha asignatura en esa Facultad por oposición. Poco más tarde, en 1941 fue nombrado decano de la Facultad, cargo que ejerció hasta 1951.
Fue miembro de la Sociedad Española de Antropología, Etnografía y Prehistoria desde 1927, vocal de la Comisión Provincial de Monumentos de Oviedo desde 1930 y su Presidente en 1931, académico correspondiente de la Real Academia de la Historia en 1930, Comisario provincial de excavaciones arqueológicas en 1939, Premio Franco del Consejo Superior de Investigaciones Científicas en 1945, cronista de la ciudad de Oviedo desde 1948, correspondiente del Instituto Arqueológico Alemán desde 1955 y cronista de Asturias por la Diputación Provincial desde 1968.
La Consejería de Educación y Cultura del Gobierno del Principado de Asturias ha creado el Premio Juan Uría Ríu para premiar trabajos de investigación sobre cultura o historia asturianas, del que la convocatoria del año 2004 ha sido la XXV edición.

## Obras
Se enumera a continuación parte de la obra de Uría Ríu:
- Sobre la posible influencia de los pueblos musulmanes en la etnogénesis de algunos núcleos de la población asturiana, Boletín del Centro de Estudios Asturianos 1924.
- Le Royaume asturien, 1924.
- Origen probable de la tradición o leyenda que atribuye ascendencia morisca a los Vaqueiros de Alzada de Asturias, 1930.
- Avance a la excavación de Castellón de Coaña, 1940.
- Juglares asturianos, 1940.
- Los cruzados del Norte en las costas de Asturias en 1147, 1940.
- Noticias históricas sobre los judíos en Asturias, 1940.
- Cuestiones relativas a la Etnología de los Astures, 1941.
- La cueva de Lledías, 1941.
- La escritura de concordia entre D. Juan I de Castilla y el Conde D. Alfonso, su hermano bastardo, 1943.
- Notas para el estudio del mozarabismo astur, 1947.
- Etimología de Oviedo, 1948.
- Las campañas enviadas por Hixem I contra Asturias (794-795) y su probable geografía, 1949.
- El matrimonio del Conde D. Alfonso, bastardo de Enrique II, y su anulación, 1951.
- El sello de los Señores y Condes de Noreña de la Casa de Trastámara, 1955.
- Los Normandos en las costas del Reino de Asturias en el reinado de Ramiro I, 1955.
- La caza de la montería durante la Edad Media en Asturias, León y Castilla, 1957.
- Breve historia de las parroquias de Oviedo, Valdediós, 1958.
- Los cráneos prehistóricos de Valdediós, 1958.
- Don Álvaro Flórez Estrada, correspondiente de la Academia de Ciencias Morales y Políticas de París, 1960.
- Nuevos datos y consideraciones sobre el linaje asturiano del historiador de las Indias Gonzalo Fernández de Oviedo, 1960.
- Doña Velasquita Giráldez y la burguesía ovetense del siglo XIII, 1961.
- Notas para la historia de Oviedo. oviedo desde que dejó de ser corte hasta el otorgamiento de su fuero. Privilegio de Sancho IV a las monjas de Santa Clara. Oviedo celebra el matrimonio del emperador Carlos V y el nacimiento de su hijo Felipe", 1964.
- El lugar de emplazamiento del Castillo de Gozón, 1966.
- Oviedo y Avilés en el comercio atlántico de la Edad Media, 1967.
- Cuestiones histórico-arqueológicas relativas a la ciudad de Oviedo de los siglos VIII al X, 1967.
- Los repartos de dinero entre los parientes del Arzobispo Valdés Salas y algunas observaciones sobre la historia de su linaje, 1968.
- El memorial del abad D. Diego, 1972.
- Notas para la historia de Oviedo. Las cofradías ovetenses de los oficios, 1972.
- Los vaqueiros de alzada, 1976.

- Datos: Q6301093